# MTG Mannheim

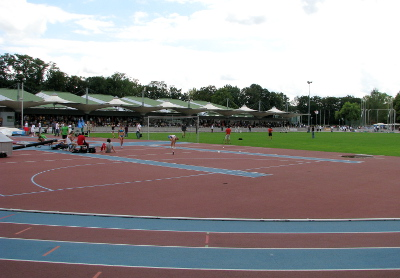
Stadion der MTG Mannheim

Die MTG Mannheim (Mannheimer Turn- und Sportgesellschaft von 1899 e. V.) wurde am 15. Mai 1899 als Mannheimer Turngesellschaft gegründet.
Derzeit sind in den nachfolgenden neun Abteilungen 1500 Mitglieder sportlich aktiv:
- Leichtathletik
- Rasenkraftsport
- Tennis
- Tischtennis
- Triathlon
- Gesundheitssport
- Handball
- Ski, Board/Outdoor
- American Football (Mannheim Bandits)

Das Trainingsgelände der MTG Mannheim befindet sich im Sportpark Neckarplatt / Pfeifferswörth in Mannheim und umfasst auf 45.000 m² eine Kunststoffanlage mit sechs Rundbahnen, einen Werferplatz, einen Rasenplatz und acht Tennisplätze. Der Olympiastützpunkt Rhein-Neckar ist mit einer Leichtathletikhalle angegliedert.

## Bekannte Sportler
| - Alina Astafei - Simon Batz - Kirsten Bolm - Timo Bracht - Steffen Bringmann - Anne Cibis - Shanice Craft - Jérôme Crews - Robert Figl - Heike Filsinger - Nadine Hentschke | - Johanna Kedzierski - Antje Kempe - Wolfgang Kreißig - Sabrina Mulrain - Carolin Nytra - Yemisi Ogunleye - Michael Radzey - Andreas Rizzi - Gabi Roth - Verena Sailer - Michael Schäfer | - Andreas Schofer - Sabine Siepelt - Caren Sonn - Normann Stadler - Patrick Weimer - Claudia Zaczkiewicz - Ricarda Lobe |